# Heath-Henderson B-4
O Heath-Henderson B-4 era um motor de pistão de motocicleta modificado para uso em aeronaves.
"O Modelo B-4 da Heath Airplane Company era um motor de motocicleta Henderson em linha, de quatro cilindros e refrigerado a ar, convertido para uso em aeronaves modificando o sistema de lubrificação e as válvulas. O B-4 movia principalmente o pequeno e econômico Heath Monoplano de guarda-sol, que Heath vendeu em forma de kit para construtoras nas décadas de 1920 e 1930".
"O confiável motor de motocicleta Henderson de baixo custo foi adequado para o projeto do avião Heath porque ajudou a tornar o vôo esportivo acessível para muitas pessoas. O serviço era simples e econômico porque as peças eram baratas e fáceis de obter em todo o país".
Um motor Heath-Henderson foi apresentado em um episódio do programa de televisão American Pickers, que foi ao ar pela primeira vez em 12 de dezembro de 2011 nos EUA. Uma breve história da empresa de motocicletas Henderson e do uso do motor em aeronaves Heath foi discutida.

## Variantes

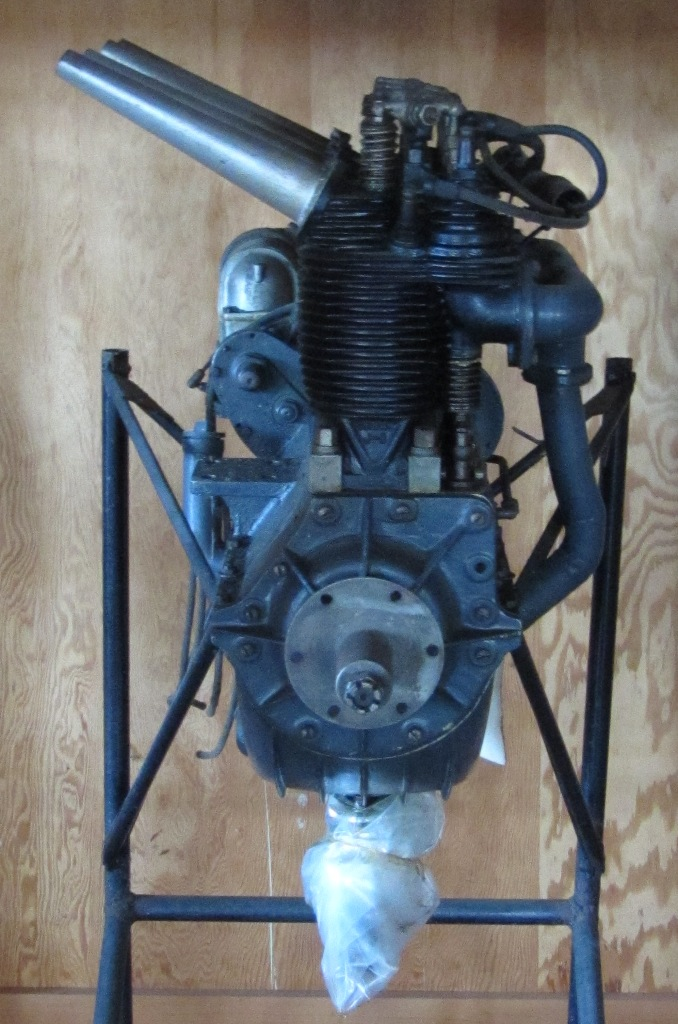
Um motor Church Marathon J-3.

Church Marathon J-3
O Marathon J-3 foi uma modificação do motor Heath-Henderson B-4, usado para aeronaves leves na década de 1930, pela Church Airplane e Mfg. Co, principalmente para o Church Midwing JC-1. O Marathon J-3 custava US$ 350 em 1932.

## Aplicações
- Church Midwing JC-1
- Doromy Bath Tub
- Heath Parasol

## Motores em exibição
- Há um B-4 em exibição no New England Air Museum, no Aeroporto Internacional de Bradley, em Windsor Locks, CT.[3]